# The Longest Journey
The Longest Journey ist ein Adventure des norwegischen Game Designers Ragnar Tørnquist. Es wurde vom Studio und Publisher Funcom entwickelt und erschien 1999 in Norwegen und im darauffolgenden Jahr in weiteren Ländern wie Deutschland, dem Vereinigten Königreich und den Vereinigten Staaten.

## Handlung
In der Welt des Jahres 2209 schlüpft der Spieler in die Rolle der 18-jährigen April Ryan. Diese ist gerade aus ihrer kleinstädtischen Heimat nach Newport gezogen, eine (fiktive) Großstadt an der Westküste Nordamerikas, um dort ein Kunststudium zu beginnen. In der Vorbereitungszeit zu Aprils Aufnahmeprüfung überschlagen sich die Ereignisse, als sich herausstellt, dass ihre Träume und ihr Empfinden der Wirklichkeit drohen, ineinander überzugehen. Erlebnisse aus der Traumwelt manifestieren sich mit zunehmender Häufigkeit und Tragweite in der Realität und schlagen Wellen in Aprils Umfeld. Angeleitet durch den exzentrisch anmutenden, alternden Latino Cortez erlangt April Kenntnis über die Ursache der Schwankungen, begibt sich auf eine Reise durch vergessen geglaubte Welten und wird sich langsam ihrer eigenen Persönlichkeit sowie ihrer Rolle im Kosmos bewusst.

## Spielprinzip und Technik
Bei The Longest Journey handelt es sich um ein klassisches Point-and-Click-Adventure, das vollständig mit der Maus gespielt wird. Die Interaktionsmöglichkeiten sind auf drei Verben zum Betrachten, Reden und Benutzen reduziert, wobei häufig nur eine Aktion möglich ist, die dann automatisch ausgeführt wird. Dialoge mit NPCs werden im Single-Choice-Verfahren geführt: Das Spiel gibt mehrere Dialogoptionen vor, von denen April jeweils eine auswählen muss.
Die Spielfigur kann in The Longest Journey nicht sterben, und es gibt auch keine Sackgassen, die das erfolgreiche Beenden des Spiels verunmöglichen. Spielertode waren in früheren Point-and-Click-Adventures, zum Beispiel in den erfolgreichen Spielen der King’s-Quest-Reihe von Sierra On-Line, üblich; Funcom wollte aber den Spieler frustrierende Momente im Spiel minimieren.
Im Gegensatz zu anderen Adventures, die vor allem in den 1990er-Jahren entstanden, wurden handelnde Personen und Schauplätze in The Longest Journey nicht als Comicfiguren, sondern als naturalistische Rendercharaktere dargestellt, die allerdings noch gewissen technischen Einschränkungen unterlagen. Die Spielfiguren agieren als 3D-Objekte vor sparsam animierten, gerenderten 3D-Hintergründen mit festen Kamerapositionen. Vergleichbare zeitgenössische Spiele dieser Art wie Grim Fandango oder Flucht von Monkey Island verfügten, obwohl sie eine ähnliche Technik nutzen, über eine reine Tastatur- oder Joypad-Steuerung.
Das Spiel ist für Windows erschienen. Unterstützt wurden ursprünglich die Betriebssystem-Versionen Windows 95, 98 und ME, inoffiziell auch Windows NT, 2000 und XP. Mit der bevorstehenden Veröffentlichung von Dreamfall wurde eine „Special Edition“ herausgebracht, welche offiziell Windows 98, ME, 2000 und XP unterstützt und als DVD-ROM ausgeliefert wird.

## Entwicklungs- und Veröffentlichungsgeschichte

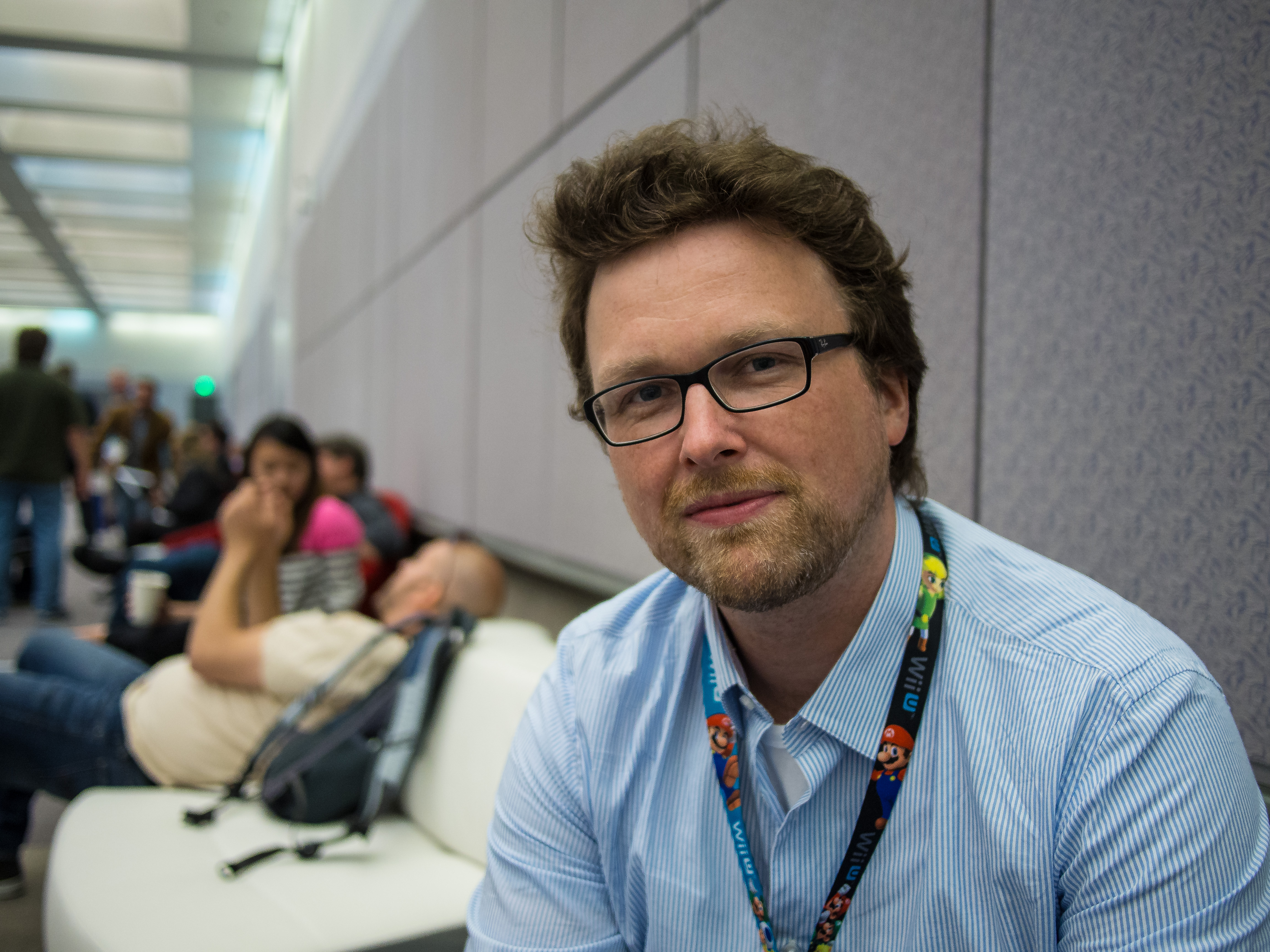
Autor Ragnar Tørnquist (2013)

Der Soundtrack des Spiels stammt vom norwegischen Komponisten Bjørn Arve Lagim; einige Titel wurden von Tor Linløkken beigesteuert. Beide Komponisten waren zum Erscheinenszeitpunkt bei Funcom angestellt und arbeiteten später für die gleiche Firma zusammen am Soundtrack von Anarchy Online. Der Longest-Journey-Soundtrack wurde separat auf CD veröffentlicht.

### Synchronisation
| Charakter                        | Englische Stimmen       | Norwegische Stimmen        | Deutsche Stimmen     |
| -------------------------------- | ----------------------- | -------------------------- | -------------------- |
| April Ryan                       | Sarah Hamilton          | Synnøve Svabø              | Stephanie Kindermann |
| Cortez                           | Louis Aguirre           | Finn Schau                 | Horst Stark          |
| Adrian                           | Louis Aguirre           | Dennis Storhøi             | Till Demtröder       |
| Krähe                            | Roger Raines            | Per Christian Ellefsen     | Robert Missler       |
| Schauspieler-Polizist            | Roger Raines            | Per Christian Ellefsen     | Gerhard Garbers      |
| Gerold Rosenberg                 | Roger Raines            | Per Christian Ellefsen     | Till Demtröder       |
| Waldgeist                        | Ron Foster              | Lasse Kolstad              | Ben Hecker           |
| Tobias Grensret                  | Ron Foster              | Bernhard Ramstad           | Martin Heckmann      |
| Uralter Drache                   | Ron Foster              | Lasse Kolstad              | Ingeborg Kallweit    |
| weißer Drache                    | Nicole Orth-Pallavicini | Birgitte Victoria Svendsen | Gabriele Libbach     |
| Königin der Maerum               | Nicole Orth-Pallavicini | Birgitte Victoria Svendsen | Heidi Schaffrath     |
| Lady Alvane                      | Helen Stenborg          | Bab Christensen            | Verena Wiet          |
| Alte Alatierin                   | Helen Stenborg          | Bab Christensen            | Verena Wiet          |
| Zack Lee                         | Ron Gallop              | Eivind Sander              | Till Demtröder       |
| Bandu-Uta                        | Ron Gallop              | Trond Brænne               | Sascha Draeger       |
| Woody                            | Ron Gallop              |                            | Eckart Dux           |
| Dünner Servicetechniker (George) | Ron Gallop              | Per Christian Ellefsen     | Nicolas König        |
| Emma                             | Julia Murney            | Ine Jansen                 | Marion Elskis        |
| Neema                            | Julia Murney            | Ine Jansen                 | Sylvie Nogler        |
| Weiblicher Gast                  | Julia Murney            |                            | Marion von Stengel   |
| Charles                          | Mark Anthony Henry      | Duc Mai-The                | Sascha Draeger       |
| Dicker Servicetechniker          | Victor Warren           | Terje Strømdahl            | Klaus-Peter Kaehler  |
| Ben-Bandu                        | Victor Warren           | Terje Strømdahl            | Robert Missler       |
| Hütchenspieler                   | Victor Warren           | Terje Strømdahl            | Till Demtröder       |
| jung April                       | Andrea Bowen            | Frida O. Olaussen          |                      |
| Sa'ena                           | Andrea Bowen            | Frida O. Olaussen          | Ruben Weichler       |
| Burns Flipper                    | Andrew Donnelly         | Ingar Helge Gimle          | Erik Schäffler       |
| Lorhan                           | Andrew Donnelly         | Geir Kvarme                | Marc Degener         |
| Gordon Halloway                  | Kevin Merritt           | Jon Øigarden               | Nicolas König        |
| Männlicher Geist                 | Kevin Merritt           | Eindride Eidsvold          | Robert Missler       |
| Roper Klacks                     | Ralph Byers             | Trond Brænne               | Achim Schülke        |
| Brian Westhouse                  | Ralph Byers             | Trond Brænne               | Joachim Kerzel       |
| Jacob MacAllen                   | Ralph Byers             | Torstein Wahlund           | Dietmar Mues         |
| FACT-Stimme                      | Stephanie Garry         | Unn Vibeke Hol             | Marion von Stengel   |
| Kolonialverkäuferin              | Stephanie Garry         | Unn Vibeke Hol             | Sylvie Nogler        |
| Mickey                           | Stephanie Garry         | Unn Vibeke Hol             | Sabine Falkenberg    |
| Minstrum Yerin                   | Peter Fernandez         | Johannes Eckhoff           | Achim Schülke        |
| Banda-Ältester                   | Peter Fernandez         | Johannes Eckhoff           | Peter Weis           |
| Wick                             | Peter Fernandez         | Trond Brænne               | Achim Schülke        |
| Alter Alatier                    | Peter Fernandez         | Johannes Eckhoff           | Hans Paetsch         |
| Pater Raul                       | Frank Rivers            | Eindride Eidsvold          | Holger Mahlich       |
| Q’aman                           | Frank Rivers            | Eindride Eidsvold          | Joachim Kerzel       |
| Schlosswache der Alatier         | Frank Rivers            | Jon Øigarden               | Martin Heckmann      |
| Agent der Neuerer                | Frank Rivers            | Eivind Sander              | Holger Mahlich       |
| Fiona                            | Francesca Longrigg      | Hilde Olaussen             | Kerstin Draeger      |
| Tun Luiec                        | Francesca Longrigg      | Hilde Olaussen             | Gabriele Libbach     |
| Benrime Salmin                   | Cordis Heard            | Kjersti Fjeldstad          | Katja Brügger        |
| Reporterin                       | Cordis Heard            | Ine Jansen                 | Sabine Falkenberg    |
| Freddie Mellon                   | John Henry Cox          | Geir Kvarme                | Douglas Welbat       |
| Kapitän Nebevay                  | John Henry Cox          | Ivar Nørve                 | Rainer Schmitt       |
| Aprils Vater                     | John Henry Cox          | Dennis Storhøi             | Wolfgang Kaven       |
| Schwuler Polizist                | John Henry Cox          | Ivar Nørve                 | Horst Stark          |
| Gesandter des Dunklen Volkes     | Jeff Meller             | Dennis Storhøi             | Douglas Welbat       |
| Abnaxus                          | Jeff Meller             | Dennis Storhøi             | Peter Weis           |
| Kartenhändler                    | Jeff Meller             | Øystein Bache              | Rainer Schmitt       |
| Frank Minnelli                   | Madison Arnold          | Rolf Arly Lund             | Douglas Welbat       |
| Stanley                          | Madison Arnold          | Rolf Arly Lund             | Klaus Dittmann       |
| Willow                           | Madison Arnold          | Ivar Nørve                 | Eckart Dux           |
| Umber Lanos                      | Madison Arnold          | Sigmund Sæverud            | Gerhard Garbers      |
| Wachhabende Polizistin           | Mary Elaine Monti       | Kjersti Fjeldstad          | Katja Brügger        |
| Gribbler                         | Mary Elaine Monti       | Trini Lund                 | Micaëla Kreißler     |
| Aprils Mutter                    | Mary Elaine Monti       | Trini Lund                 | Carola Lentzer       |
| Marcus Crozier                   | Ragnar Tørnquist        | Ragnar Tørnquist           | Thomas Weichler      |
| Warren Hughes                    |                         | Gaute Boris Skjegstad      | Leonhard Mahlich     |
| Isam                             |                         | Ingar Helge Gimle          | Erik Schäffler       |
| Wache                            |                         | Geir Kvarme                | Sven Bluhm           |
| Wachen der Raumstation           |                         | Eivind Sander              | Horst Stark          |
| Aufzug-Polizist                  |                         | Ingar Helge Gimle          | Henry König          |
| Grendel-Avenue-Polizist          |                         |                            | Rainer Schmitt       |

### Nachfolger

#### Dreamfall: The Longest Journey
Dreamfall: The Longest Journey ist der Nachfolger von The Longest Journey und enthält im Unterschied zum Vorgänger unter anderem einige Action-Einlagen. Es wurde von der norwegischen Firma Funcom für Xbox und Windows entwickelt. Das Spiel wurde am 17. April 2006 in den USA veröffentlicht, die Veröffentlichung der synchronisierten deutschen Version erfolgte am 26. Mai 2006 über den deutschen Publisher dtp entertainment bzw. dessen Publishing-Label Anaconda.

#### Dreamfall Chapters
Dreamfall Chapters ist der Nachfolger von Dreamfall. Es erschien im Zeitraum zwischen Oktober 2014 und Juni 2016 in fünf Episoden, den sogenannten Büchern, die im Abstand von einigen Monaten veröffentlicht wurden. 
Dreamfall Chapters stellt den Abschluss des Dreamer-Zyklus dar, einer Teilserie, die mit Dreamfall begonnen hatte. Weitere Fortsetzungen der übergreifenden The-Longest-Journey-Serie sind jedoch nicht ausgeschlossen.

## Rezeption
The Longest Journey erhielt fast ausschließlich positive Bewertungen. Die Rezensionsdatenbank Metacritic aggregiert 26 Rezensionen zu einem Mittelwert von 91.
Das deutsche Fachmagazin Adventure-Treff zeigte sich von „den gigantischen Ausmaßen der Story überrumpelt“, die trotz ihres Umfangs logisch und widerspruchsfrei sei. Das Magazin lobte außerdem den der jeweiligen Spielsituation angepassten Soundtrack und die deutsche Sprachausgabe. Kritisiert wurden kleinere Fehler bei der Einbindung der 3D-Figuren in die 2D-Landschaften sowie einige „nervige“ Rätsel.
Das englischsprachige Online-Fachmagazin Adventure Gamers setzte The Longest Journey in seiner 2011 erschienenen Liste Top 100 All-Time Adventure Games auf Platz 2.